# Aughnacliff

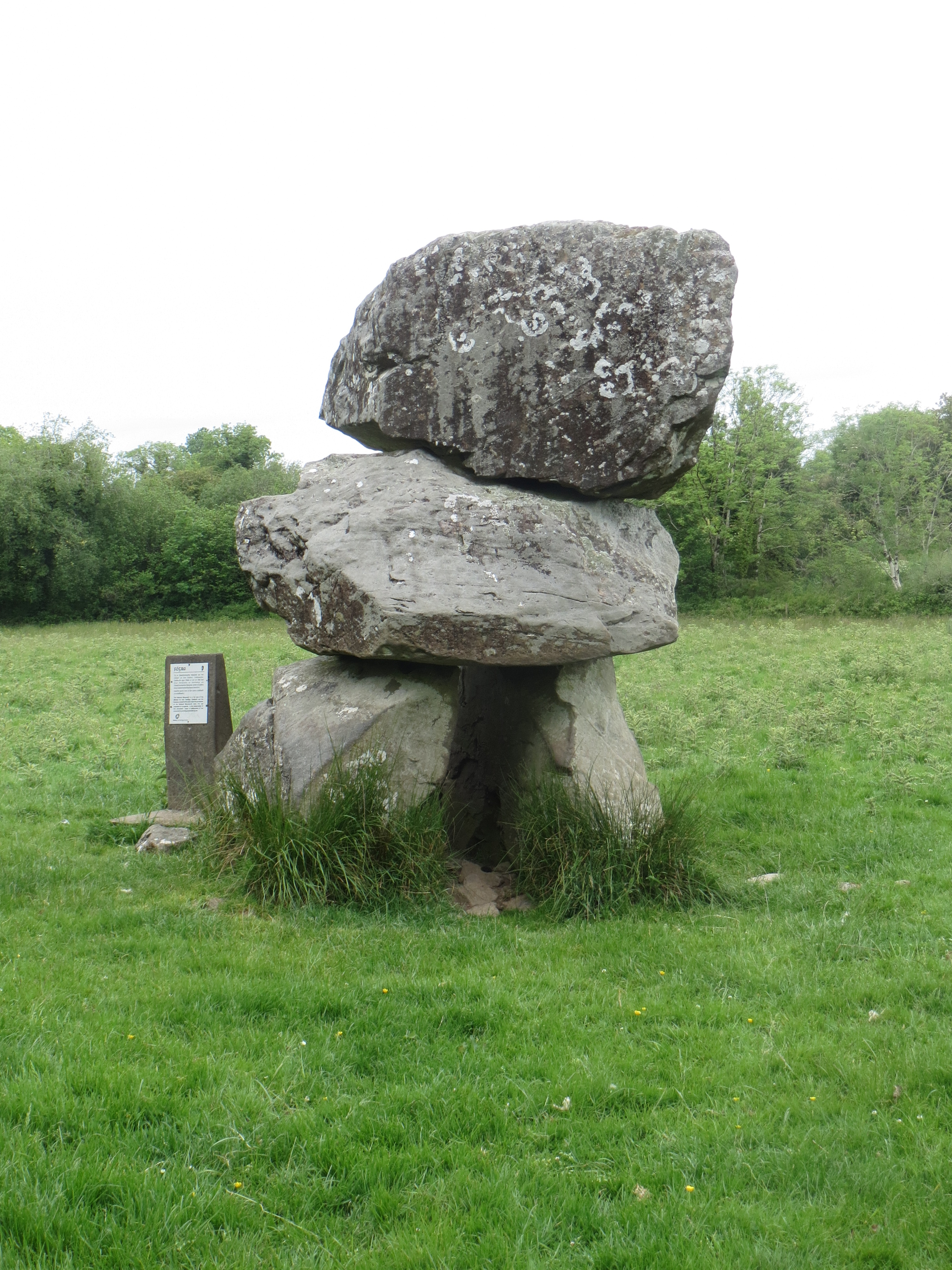
Aughnacliff

Das Portal Tomb von Aughnacliff (auch Aughnacliffe, Aghnacliff, irisch Achadh na Cloiche) liegt 300 m nordöstlich der Kirche des Ortes an der Westseite des Lough Gowna, im County Longford in Irland und ist eine der wenigen Megalithanlagen (neben dem Portal Tomb von Birrinagh und dem Portal Tomb von Cleenrah) in diesem County. Es gehört zu einer kleinen Gruppe von Portal Tombs mit gerade aufgelegtem bzw. gestapelten Decksteinen. Andere Anlagen dieser Bauart sind z. B. Knockeen im County Waterford, Kilmogue im County Kilkenny und die Kempe Stones im County Down in Nordirland. Als Portal Tombs werden Megalithanlagen in Irland und Großbritannien bezeichnet, bei denen zwei gleich hohe, aufrecht stehende Steine mit einem Türstein dazwischen, die Vorderseite einer Kammer bilden, die mit einem zum Teil gewaltigen Deckstein bedeckt ist.
Das ungewöhnlich aussehende Portal Tomb aus dem Neolithikum (3000 bis 2000 v. Chr.) hat eine kurze Nord-Süd orientierte Kammer. Sie wird von einem Paar 1,6 m langer Steine gebildet, 1,2 m hoch und 60 cm dick, auf denen ein 1,7 m langer, 2,2 m breiter und 1,2 m dicker Deckstein ruht. Hinzu kommt ein größerer etwa 3,2 m langer, 2,3 m breiter und 1,5 m dicker Deckstein. Der vordere Teil dieses oberen Decksteins wird von dem einzigen verbleibenden (von zwei) Portalstein gestützt. Dieser ist etwa einen Meter lang und breit und zwei Meter hoch. Die Steine, die in der Kammer liegen sind Lesesteine. Die Kammer hat keinen Türstein mehr, auch der einst deckende Stein- oder Erdhügel ist völlig abgetragen.
Etwa 1,2 km entfernt liegt das Portal Tomb von Cleenrah.